# 毛稃冰草
毛稃冰草（学名：Agropyron sibiricum f. pubifiorum）为禾本科冰草属西伯利亚冰草下的一个变型。